# Eduardo Salazar (beisbolista)
Eduardo José Salazar (Cumaná, Venezuela, 5 de mayo de 1998), más conocido como Eduardo Salazar, es un jugador profesional venezolano de béisbol que se desempeña en la posición de lanzador en Washington Nationals, equipo de las Grandes Ligas de Béisbol (MLB).

## Carrera
Salazar hizo su debut en la MLB con el equipo Cincinnati Reds, en el cual jugó una temporada (2023), después pasó a Los Angeles Dodgers (2024), posteriormente a Washington Nationals, donde lleva jugando una temporada.